# Campionati europei di nuoto in vasca corta 2011 - 400 metri misti maschili
La gara dei 400 metri misti maschili degli europei di Stettino 2011 si è svolta il 9 dicembre  2011. Le batterie di qualificazione si sono disputate nella mattina e la finale nel pomeriggio.

## Medaglie
| Posizione | Atleta          | Paese    |
| --------- | --------------- | -------- |
| Oro       | László Cseh     | Ungheria |
| Argento   | Dávid Verrasztó | Ungheria |
| Bronzo    | Gal Nevo        | Israele  |

## Qualifiche
| Pos. | Atleta                | Nazionalità   | Tempo   | Batteria | Corsia | Note |
| ---- | --------------------- | ------------- | ------- | -------- | ------ | ---- |
| 1    | Dávid Verrasztó       | Ungheria      | 4'06”34 | 4        | 4      | Q    |
| 2    | Dinko Junkic          | Austria       | 4'07”93 | 2        | 5      | Q    |
| 3    | Łukasz Wójt           | Polonia       | 4'07”95 | 2        | 3      | Q    |
| 3    | László Cseh           | Ungheria      | 4'07”95 | 3        | 4      | Q    |
| 5    | Federico Turrini      | Italia        | 4'08”37 | 4        | 5      | Q    |
| 6    | Gal Nevo              | Israele       | 4'08”44 | 3        | 5      | Q    |
| 7    | Markus Rogan          | Austria       | 4'08”69 | 3        | 3      | Q    |
| 8    | Diogo Filipe Carvalho | Portogallo    | 4'09”09 | 4        | 6      | Q    |
| 8    | Joe Roebuck           | Gran Bretagna | 4'09”09 | 4        | 2      | Q    |
| 10   | Chris Christensen     | Danimarca     | 4'10”64 | 2        | 6      | Q    |
| 11   | Raphael Stacchiotti   | Lussemburgo   | 4'10”91 | 3        | 7      |      |
| 12   | Roberto Pavoni        | Gran Bretagna | 4'12”05 | 1        | 3      |      |
| 13   | Jakub Maly            | Austria       | 4'12”78 | 4        | 1      |      |
| 14   | Alessandro Cuoghi     | Italia        | 4'13”11 | 2        | 7      |      |
| 15   | Luca Angelo Dioli     | Italia        | 4'13”32 | 3        | 2      |      |
| 16   | Arnaud Rondan         | Francia       | 4'14”49 | 4        | 7      |      |
| 17   | Yury Suvorau          | Bielorussia   | 4'14”62 | 3        | 1      |      |
| 18   | Xavier Mohammed       | Gran Bretagna | 4'14”79 | 3        | 9      |      |
| 19   | Anthony Pannier       | Francia       | 4'15”25 | 1        | 5      |      |
| 20   | Dominik Duer          | Austria       | 4'15”64 | 2        | 2      |      |
| 21   | Morten Klarskov       | Danimarca     | 4'16”03 | 1        | 4      |      |
| 22   | Ivan Trofimov         | Russia        | 4'16”18 | 3        | 6      |      |
| 23   | Viktor B. Bromer      | Danimarca     | 4'17”55 | 3        | 8      |      |
| 24   | Ganesh Pedurand       | Francia       | 4'17”82 | 4        | 9      |      |
| 25   | Sami Juopperi         | Finlandia     | 4'20”49 | 2        | 1      |      |
| 26   | Artsiom Lapukhin      | Bielorussia   | 4'21”22 | 4        | 8      |      |
| 27   | Kilian Bossard        | Svizzera      | 4'21”52 | 2        | 0      |      |
| 28   | Frans Johannesen      | Danimarca     | 4'21”77 | 2        | 8      |      |
| 29   | Timur Dellaloglu      | Turchia       | 4'22”36 | 2        | 9      |      |
| 30   | Jens Bakker           | Paesi Bassi   | 4'24”56 | 3        | 0      |      |
| -    | Yannick Lebherz       | Germania      | -       | 2        | 4      | DNS  |
| -    | Alexander Tikhonov    | Russia        | -       | 4        | 3      | DNS  |
| -    | Simon Rabold          | Svizzera      | -       | 4        | 0      | DSQ  |

## Finale
| Pos. | Atleta                | Nazionalità   | Tempo   | Corsia |
| ---- | --------------------- | ------------- | ------- | ------ |
| 1    | László Cseh           | Ungheria      | 4'01”68 | 6      |
| 2    | Dávid Verrasztó       | Ungheria      | 4'03”03 | 4      |
| 3    | Gal Nevo              | Israele       | 4'04”49 | 7      |
| 4    | Markus Rogan          | Austria       | 4'05”81 | 1      |
| 5    | Federico Turrini      | Italia        | 4'07”17 | 2      |
| 6    | Dinko Jukić           | Austria       | 4'07”22 | 5      |
| 7    | Joe Roebuck           | Gran Bretagna | 4'07”79 | 0      |
| 8    | Diogo Filipe Carvalho | Portogallo    | 4'08”49 | 8      |
| 9    | Łukasz Wójt           | Polonia       | 4'08”51 | 3      |
| 10   | Chris Christensen     | Danimarca     | 4'11”74 | 9      |